# Torkkelinsaari
Torkkelinsaari är en ö i Finland. Den ligger i vattendraget Kumo älv och i kommunen Sastamala i den ekonomiska regionen  Sydvästra Birkaland och landskapet Birkaland, i den sydvästra delen av landet, 170 km nordväst om huvudstaden Helsingfors. Öns area är 0,1 hektar och dess största längd är 150 meter i nord-sydlig riktning.